# Ratnasambhava

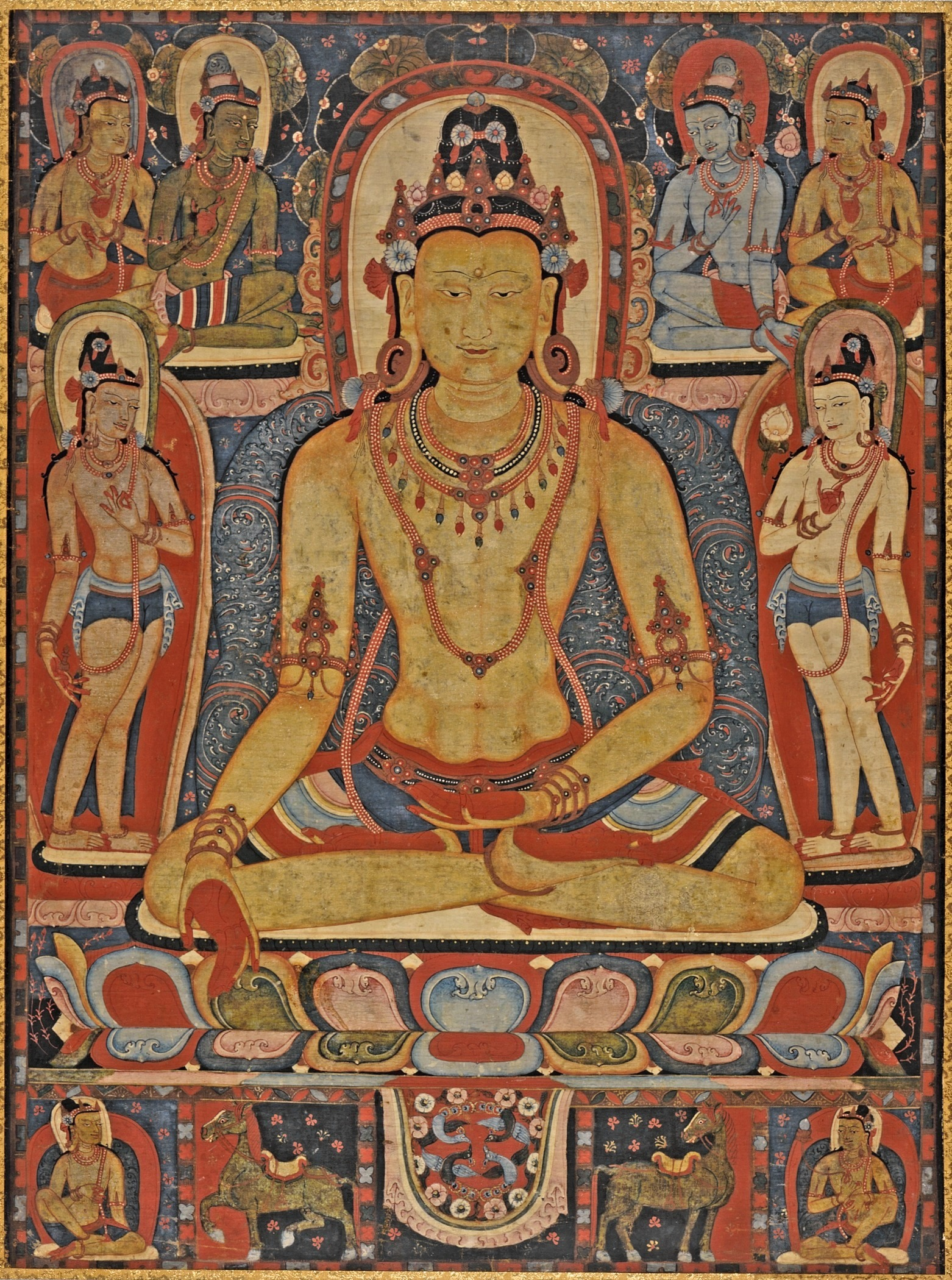
Ratnasambhava, tussen 1150 en 1225, uit een Kadampa klooster in Centraal Tibet, Los Angeles County Museum of Art

Ratnasambhavais in het Tibetaans boeddhisme een van de vijf dhyani-Boeddha's. Ratnasambhava is de boeddha van het zuiden, het gezuiverde element aarde en de kleur geel (van gelijkmoedigheid, zonder onderscheid te maken).
Volgens het commentaar van Chögyam Trungpa op het Tibetaans dodenboek verschijnt Ratnasambhava op de derde dag aan de overledene in de bardo-staat, de tussen-staat tussen overlijden en wedergeboorte. Samen met het gele licht van Ratnasambhava verschijnt het 'vage schijnsel van de mensenwereld' en de overledene kiest waartoe hij of zij zich aangetrokken voelt. Aan Ratnasambhava zou volgens dit commentaar op de tweede dag Akshobhya voorafgaan en Amitabha zou hem op de vierde dag volgen.
Ratnasambhava is de centrale figuur van de ratna-familie, die bestaat uit rijkdom, waardigheid, overvloed, uitbreiding en vruchtbaarheid. In zijn hand houdt hij het 'wensvervullend juweel'. Mamaki is zijn gezellin. Zij vertegenwoordigt water. Zij worden vergezeld door twee mannelijke en twee vrouwelijke bodhisattva's: Akashagarbha (Wezen van Ruimte), Samantabhadra (de Algoede) en Mala en Dhupa. Mala offert versierselen en Dhupa draagt wierook en vertegenwoordigt reuk en geur.